# Zgromadzenie Ustawodawcze Uttarakhandu
Zgromadzenie Ustawodawcze Uttarakhandu – jednoizbowy parlament stanowy Uttarakhandu (do 2006 Uttaranchalu).
Składa się z 70 posłów, wybieranych na pięcioletnią kadencję w jednomandatowych okręgach wyborczych, z zastosowaniem ordynacji większościowej. Obraduje w trzech sesjach (budżetowej, monsunowej i zimowej). Jego siedzibą jest Vidhan Sabha Bhawan w Dehradun.
Obecnym spikerem izby jest Harbans Kapoor (BJP).